# Nationella antikorruptionsbyrån
Nationella antikorruptionsbyrån (rumänska: Direcția Națională Anticorupție, DNA), före 2006 Nationella åklagarmyndigheten mot korruption (rumänska: Parchetul Naţional Anticorupţie), är en rumänsk oberoende myndighet med syfte att arbeta mot korruption. DNA är knuten till rumänska högsta domstolen.
Myndigheten bildades 2002 som en del i Rumänien process att bli medlem i Europeiska unionen. Myndigheten inriktar sig idag på att undersöka omfattande fall av korruption inom rumänsk politik.
DNA samarbetar på europeisk nivå med Europeiska byrån för bedrägeribekämpning.

## Chefsåklagare
- Ioan Amarie (2002-2005)
- Daniel Morar (2005-2013)
- Laura Codruţa Kövesi[3] (2013-2018)
- Anca Jurma (tillförordnad, 2018-2019)
- Călin Nistor (tillförordnad, 2019-2020)
- Crin-Nicu Bologa (2020-2023)
- Marius Ionuţ Voineag[4] (sedan 2023)